# Río Ibaizábal
Il fiume Ibaizábal (Ibaizabal in basco; a volte appare anche senza accento nei testi spagnoli) è un fiume della provincia di Biscaglia, nel nord della Spagna.
Etimologicamente deriva da ibai = "fiume" e zabal = "largo" in basco, cioè "fiume largo".
L'unione dei fiumi Zaldu, provenienti da Zaldívar e Bérriz, e del fiume Elorrio, provenienti da Elorrio e Achondo, nella città Abadiñotarra di Matiena è chiamato fiume Ibaizábal. Alcuni autori indicano che l'Ibaizábal è formato dall'unione del fiume Zumelegui e del fiume Arrázola, che si uniscono nella valle dell'Axpe Achondo, ci sono anche quelli che chiamano il fiume Ibaizábal del Zaldu.
Scorre in direzione nord-ovest attraverso la cosiddetta Valle del Ibaizábal  attraversando il Duranguesado. Converge a Basauri con il Nervión, un fiume di portata e lunghezza simile, da dove scorrono in direzione nord-ovest. All'altezza di Bilbao formano l'estuario di Bilbao (chiamato anche estuario del Nervión o del Ibaizábal), che sfocia nel Mar Cantabrico. 
Lungo tutto il suo percorso, ad eccezione della parte alta, le sue sponde sono fortemente urbanizzate e industrializzate, principalmente con industrie metalmeccaniche e chimiche (cartiere), che degradano la qualità delle acque e alterano gli ecosistemi delle sue sponde che sono state canalizzate e interrate in molte parti del suo alveo. Le riforme ambientali hanno notevolmente migliorato la qualità delle sue acque.

## Corso
Il bacino del Ibaizábal è delimitato dalle pendici del monte Udalaitz e da quelli appartenenti alla catena montuosa di Anboto e Sierra de Aramoz sul lato sud, mentre a nord si trova il monte Oiz, chiuso a est dal passo di Areitio ed Elgueta.
Scorre da est a ovest fino a sfociare nel mar Cantabrico, formando l'estuario di Bilbao, congiungendosi al fiume Nervión  a Urbi, Basauri. Occupa la zona centro-sud della provincia di Biscaglia, sebbene nella sua parte alta sia presente una piccola sezione appartenente al comune di Aramaio, nella provincia di Alava.